# Подъельник (Пермский край)
Подъе́льник — деревня в Кунгурском муниципальном районе Пермского края России. Входит в состав Кыласовского сельского поселения.

## География
Деревня расположена в 2 км к западу от реки Сылва. Расстояние до районного центра — города Кунгура — 40 км, до центра поселения — села Кыласово — 15 км.

## История
С 1949 по 1988 годы возле деревни находилась военная часть. Со дня образования Кыласовского сельского поселения в 2006 году деревня Подъельник входит в его состав. Основана в 1719 году

## Население
По данным 2009 года, в 30 дворах деревни Подъельник проживали 105 человек, причём 29 из них — дети до 16 лет.
| 2010 |
| ---- |
| 72   |

## Инфраструктура
Согласно плану развития сельского поселения, в деревне запланировано устройство рыбного хозяйства (разведение карпа) и строительство дома культуры.
В районе деревни расположены два нефтяных месторождения (Кыласовское и Ожгинское).